# Opus mixtum

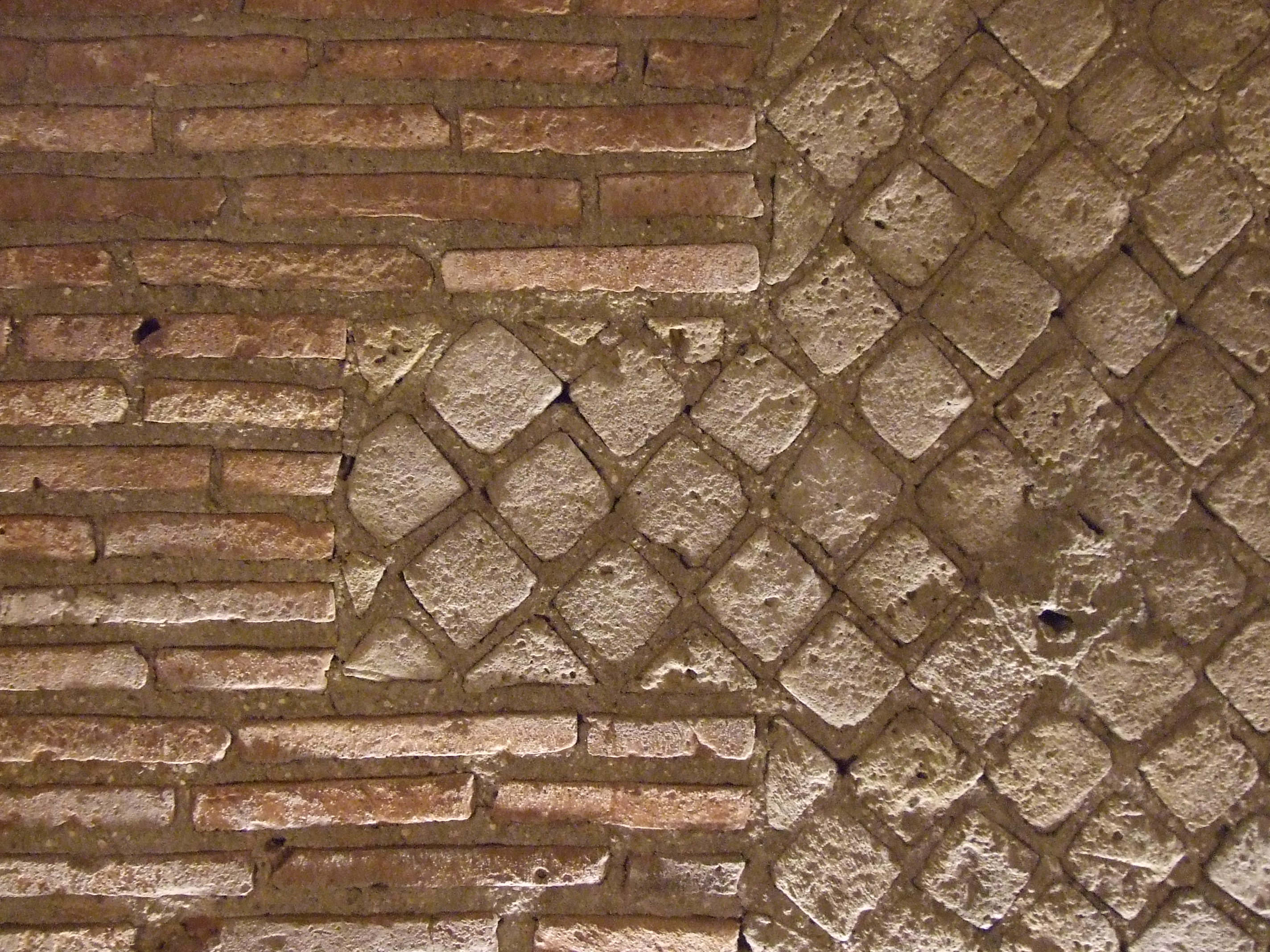
Ejemplo de opus compositum que comprende opus reticulatum rodeado de opus latericium en el teatro romano de Nápoles, Italia.

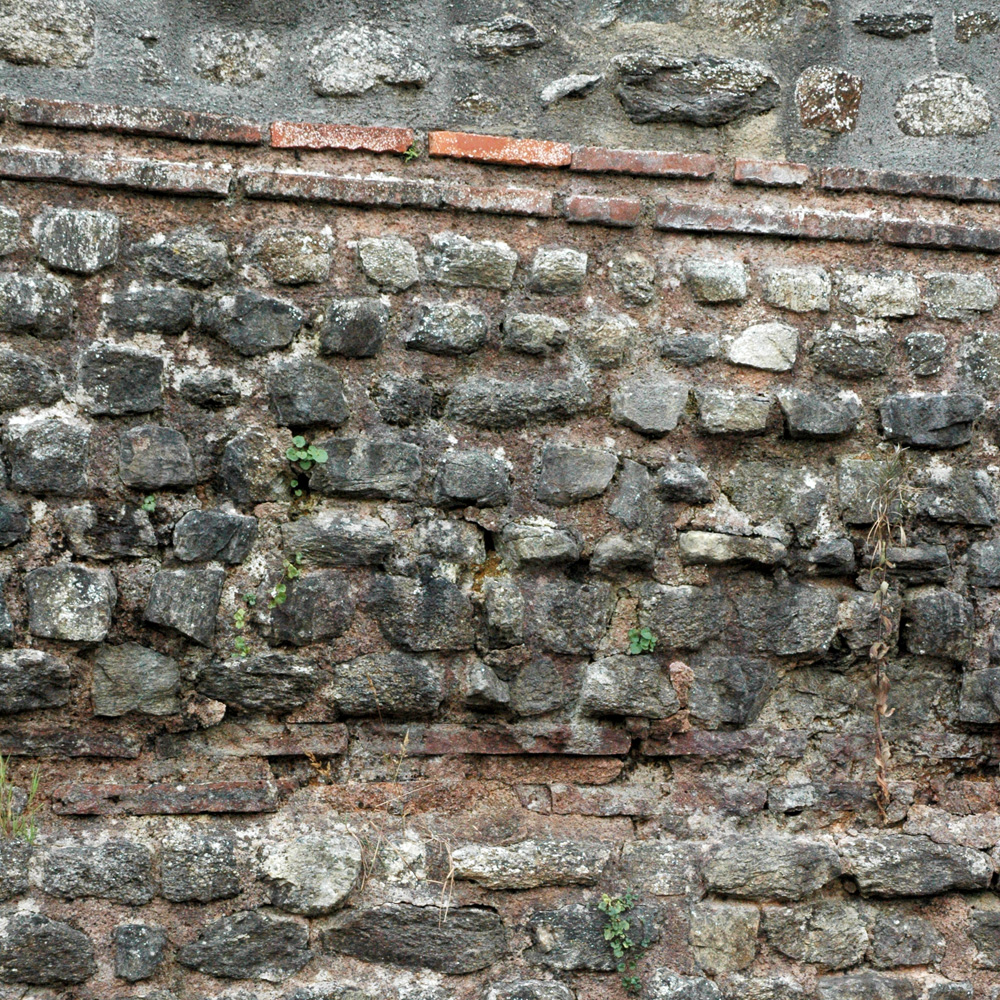
Ejemplo de opus mixtum en el Castillo de Brest, Francia.

Opus mixtum (Latín: "trabajo mixto") o opus vagecum fue una técnica constructiva de la antigua Roma. Consiste en una mezcla de opus reticulatum y opus latericium en sus ángulos y lados; o de opus vittatum y opus testaceum. Fue usada en particular en la época del Emperador Adriano (siglo II).

## Monumentos que utilizan esta técnica
- Monasterio de Osios Loukás
- Chiesa di San Giorgio (en italiano) en Milis
- La pietra di Morrecine (en italiano) ad Ortona a Mare
- Ruderi di Coazzo (en italiano)